# Spirifer (dier)
Spirifer is een geslacht van uitgestorven armpotigen dat voorkwam van het Vroeg- tot het Laat-Carboon. Dit geslacht telde zeer veel soorten en kenmerkte zich door de grote verscheidenheid aan vormen.

## Beschrijving
Deze 2,5 centimeter lange armpotige kenmerkt zich door een inwendig, spiraalvormig gewonden armskelet, een driehoekig oppervlak met radiale ribben, een brede slotrand en een bolvormig, geplooid profiel.

## Soorten
- S. acutiplicatus † Hayasaka 1933
- S. bambadhurensis † Diener 1903
- S. baschkirika † Tschernyschew 1902
- S. battu † Gemmellaro 1899
- S. battus † Gemmellaro 1899
- S. bistritzae † Schellwien 1900
- S. bisulcatus † Sowerby 1825
- S. byrangi † Chernyak 1963
- S. concentricus † Lee & Su 1980
- S. crebristria † Morris 1845
- S. distefanii † Gemmellaro 1899
- S. dvinaensis † Licharew 1927
- S. enderlei † Tschernyschew 1902
- S. acuticostatus † Tschernyschew 1902
- S. engelgardthi † Chernyak 1963
- S. holodnensis † Chernyak 1963
- S. lirellus † Cvancara 1958
- S. malistanensis † Plodowski 1968
- S. muensteri † Suess 1854
- S. octoplicatus † Sowerby 1827
- S. opimus † Hall 1858
- S. pentagonoides † Plodowski 1968
- S. pentlandi † d'Orbigny 1842
- S. piassinaensis † Chernyak 1963
- S. postventricosus † Tschernyschew 1902
- S. pseudotasmaniensis † Einor 1939
- S. rakuszi † Einor 1946
- S. rockymontanus † Marcou 1858
- S. schellwieni † Tschernyschew 1902
- S. siculus † Gemmellaro 1899
- S. spitiensis † Stoliczka 1865
- S. subgrandiformis † Plodowski 1968
- S. subtrigonalis † Gemmellaro 1899
- S. supracarbonicus † Tschernyschew 1902
- S. supramosquensis † Nikitin 1890
- S. tareiaensis † Einor 1939
- S. undata † Reed 1944
- S. uralicus † Tschernschew 1902

## Opnieuw toegewezen soorten
- S. archiaciformis = Sinospirifer subextensus
- S. bisulcatus = Angiospirifer bisulcatus
- S. chinensis mut. α = Sinospirifer subextensus
- S. gortanioides = Plicapustula gortanioides
- S. hayasakai = Lamarckispirifer hayasakai
- S. heterosinosus  = Sinospirifer subextensus
- S. martellii = Plicapustula martellii
- S. pekinensis = Plicapustula pekinensis
- S. pellizzarii = Sinospirifer subextensus
- S. pellizzariformis  = Sinospirifer subextensus
- S. pinguis = Latibrachythyris pinguis
- S. rotundatus = Latibrachythyris rotundatus
- S. subhayasakai  = Sinospirifer subextensus
- S. verneuili = Cyrtospirifer verneuili
- S. verneuili var. subarchiaci = Plicapustula subarchiaci
- S. verneuili var. subextensus = Sinospirifer subextensus
- S. vilis = Sinospirifer subextensus
- S. wangleighi  = Sinospirifer subextensus
- S. yassensis = Spinella yassensis